# مانفريد ويبر
مانفريد ويبر (بالألمانية: Manfred Weber )‏ (و. 1972  م) هو سياسي ألماني، ولد في غوتينبورغ آن دير لابير، هو عضوٌ في الاتحاد الاجتماعي المسيحي، شارك في الانتخابات الرئاسية الألمانية 2012، والانتخابات الرئاسية الألمانية 2010، والانتخابات الرئاسية الألمانية 2009، والانتخابات الرئاسية الألمانية 2017.

## مناصب
تولى منصب عضو في البرلمان الأوروبي (منذ 25 مايو 2014)، وعضو في البرلمان الأوروبي (14 يوليو 2009–30 يونيو 2014)، وعضو في البرلمان الأوروبي (20 يوليو 2004–13 يوليو 2009)، وعضو مجلس الشورى الموحد بافاريا.

## التعليم
تعلم في Munich University of Applied Sciences ‏.

## روابط خارجية
- مانفريد ويبر على موقع مونزينجر (الألمانية)